# Citroën C-ZERO
Citroën C-Zero − miejski samochód elektryczny marki Citroën, produkowany w latach 2010-2020. Został on opracowany we współpracy z Mitsubishi Motors Corporation. Modelem bliźniaczym C-ZERO jest Peugeot iOn, lecz różni się on stylizacją wnętrza i ceną. Oba auta PSA bazują na japońskim modelu Mitsubishi i-MiEV i są produkowane w Japonii.
Głównie dzięki modelom C-Zero i iOn, koncern PSA Peugeot Citroën uzyskał w 2011 udział w europejskim rynku aut elektrycznych na poziomie prawie 30%. Sprzedano wówczas łącznie blisko 4 tys. samochodów elektrycznych PSA.

## Opis modelu

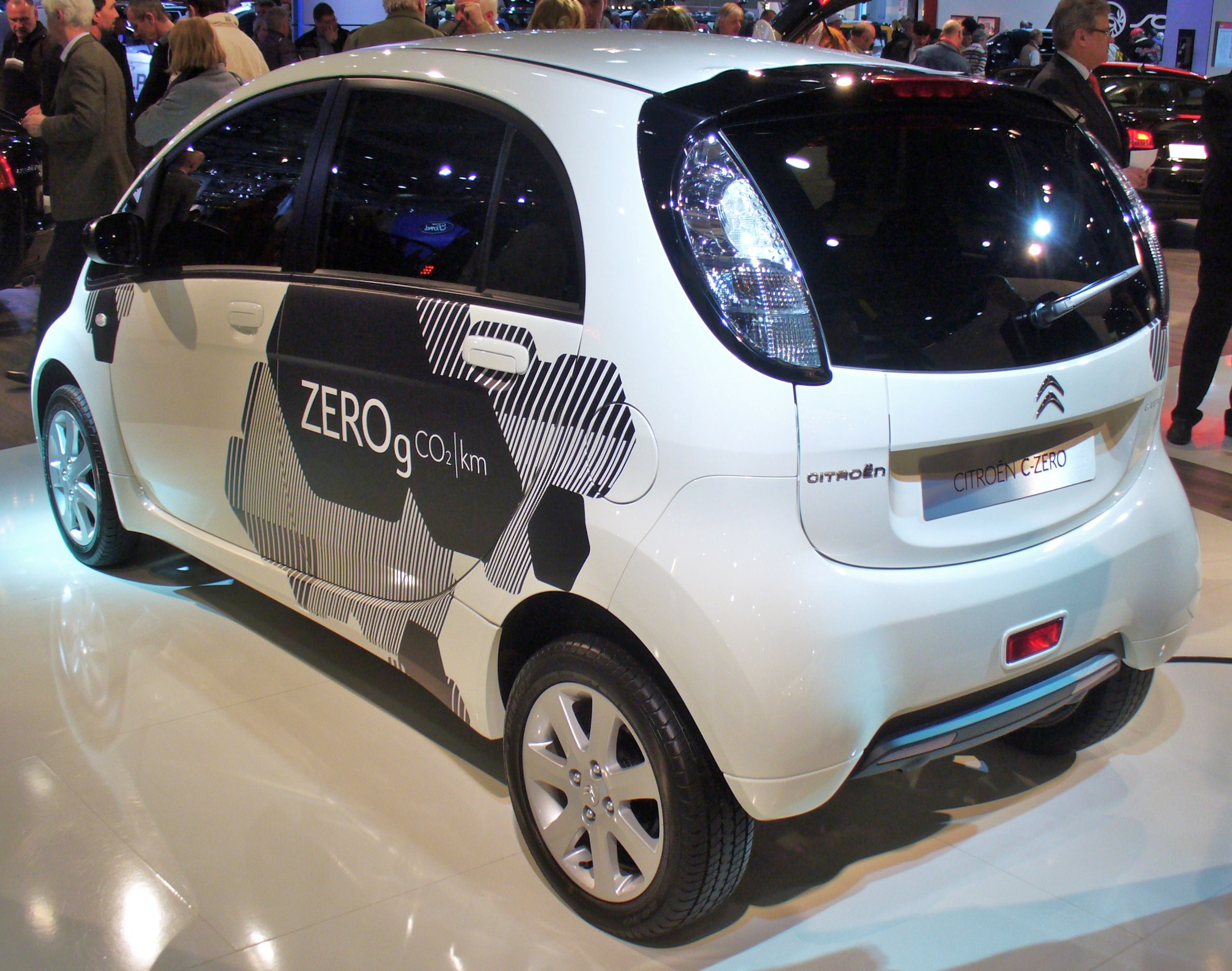
Tył Citroëna C-ZERO

Zero paliwa, zero emisji CO², zero hałasu – pod takim hasłem Citroën wprowadził do palety modeli C-ZERO. Samochód zasilany jest w pełni energią elektryczną. Asynchroniczny silnik generuje moc 49 kW, a jedno ładowanie wystarcza na przejechanie ok. 130 km. C-ZERO osiąga maksymalnie 130 km/h, a na osiągnięcie 100 km/h potrzebuje około 15 sekund. Auto homologowane jest na 4 osoby, a bagażnik ma 166 litrów pojemności. W zakresie bezpieczeństwa C-ZERO został wyposażony w m.in. 6 poduszek powietrznych, ABS, BAS i ESP. Cena samochodu na polskim rynku rozpoczynała się od 120 tysięcy złotych za podstawową wersję (2012 rok).

## Wycofanie z produkcji
W 2020 roku Citroën C-Zero razem z Peugeotem iOn zostały wycofane ze sprzedaży ze względu na małe zainteresowanie klientów.